# Hubert S. Ryan
Hubert Sullivan Ryan (24 d'agost de 1876 - 1948) fou un compositor i crític musical anglès.
Alumne de la City of London School, fou durant vuit anys crític musical del The Standard, havent succeït en aquest càrrec al seu pare i al seu avi. Crític durant sis anys de The Daily Mail i després del Sunday Times, The Outlook, etc.
Estudià música amb Arthur Sullivan i Henry Gadsby en la Guildhall School of Music i va compondre una òpera en un acte que s'estrenà en l'Avenue Theatre, titulada The wicked Uncle (amb llibret de Frederich Wright. A més se li deuen: Six Elizabethan Aires, versos i música; Illusion; Colette; Alia Dogana; Pellea's Song, etc.